# Шашаровська-Чепіль Ліза
Лі́за Шашаро́вська-Че́піль (уроджена Пастернак)  (* 1916, Ганновер), акторка трагедійного плану, нар. у Ганновері (Німеччина).
На укр. сцені з 1929 в театрі ім. І. Тобілевича в Станиславові, з 1934 в трупі Й. Стадника, з 1939 в театрах, керованих В. Блавацьким. На еміграції в Німеччині в Ансамблі Укр. Акторів (1943—1949) і в США (Філадельфія, 1949 — 57).
Ролі в укр. репертуарі: Маріанна («Казка старого млина» С. Черкасенка), Оксана («Запорожець за Дунаєм» С. Гулака-Артемовського), Маруся, Наймичка («Ой, не ходи, Грицю» і «Ніч під Івана Купила» М. Старицького), Козачка («Батурин» за Б. Лепким), Рина й Оля («Мина Мазайло» і «Народний Малахій» М. Куліша), Офелія («Гамлет» В. Шекспіра, 1943), Антіґона в однойменній драмі Ж. Ануя (1947).